# Batrachopus grandis
Batrachopus es un icnotaxón de pseudosuquio que vivió en el Cretácico inferior entre hace 110 y 120 millones de años, en lo que hoy es Corea del Sur.

## Descripción
A diferencia de los cocodrilos actuales, las huellas no tienen evidencia de membranas interdigitales. Las huellas miden entre 18 y 24 cm de largo, lo que indica que el animal medía más de 3 m de largo.